# Casasco d'Intelvi
Casasco d'Intelvi est une commune italienne de la province de Côme, dans la région Lombardie.

## Administration
| Période                                  | Période | Identité | Étiquette | Qualité |
| ---------------------------------------- | ------- | -------- | --------- | ------- |
|                                          |         |          |           |         |
| Les données manquantes sont à compléter. |         |          |           |         |

### Ancien domaine skiable
Jusqu'en 2000, un télésiège et un téléski permettaient la pratique du ski alpin sur les pentes du Monte Crocione, à une altitude située entre 1000 et 1 200 m. Les installations ont été partiellement démontées en 2005.

### Communes limitrophes
Castiglione d'Intelvi, Cerano d'Intelvi, San Fedele Intelvi, Schignano